# Stazione di Kawagoeshi
La stazione di Kawagoeshi (川越市駅?, Kawagoeshi-eki) è una stazione ferroviaria situata nella città di Kawagoe della prefettura di Saitama, in Giappone, ed è servita dalla linea Tōbu Tōjō delle Ferrovie Tōbu.

## Linee
Ferrovie Tōbu
● Linea Tōbu Tōjō

## Struttura
La stazione è dotata di due marciapiedi a isola con quattro binari passanti in superficie. Le banchine sono collegate al fabbricato viaggiatori da passerelle.
| 1-2 | ● Linea Tōbu Tōjō | per Sakado, Shinrinkōen e Ogawamachi |
| 3-4 | ● Linea Tōbu Tōjō | per Kawagoe, Wakōshi, e Ikebukuro via Linea Yurakucho per Shin-Kiba via Linea Fukutoshin per Shibuya, via linea Tōkyū Tōyoko per Yokohama e, via linea Minatomirai per Motomachi-Chūkagai |

## Stazioni adiacenti
| «               | Servizio        | »               |
| Linea Tōbu Tōjō | Linea Tōbu Tōjō | Linea Tōbu Tōjō |
| --------------- | --------------- | --------------- |
| Kawagoe         | Locale          | Kasumigaseki    |
| Kawagoe         | Semiespresso    | Kasumigaseki    |
| Kawagoe         | Rap. pendolari  | Kasumigaseki    |
| Kawagoe         | Espresso        | Kasumigaseki    |
| Kawagoe         | Rapido          | Wakaba          |
| Kawagoe         | Rap. espresso   | Sakado          |
| Kawagoe         | TJ Liner        | Sakado          |